# 삼성상용차
삼성상용차(三星商用車, 영어: Samsung Commercial Vehicles)는 삼성그룹이 1996년에 설립하고 1997년 아시아 금융 위기의 결과로 2000년에 폐업한 대한민국의 화물자동차, 버스 및 건설기계 제조업체였다. 이 회사는 삼성중공업에서 기업 분사를 통해 설립되었다.

## 역사
1992년, 삼성은 닛산 디젤의 기술 지원을 받아 삼성중공업을 통해 상용차 조립 공장 설립을 승인받으려 했다. 1994년까지 지역 정부는 마지못해 모든 허가를 내주었다. 비록 삼성중공업은 1993년 5월부터 중형 트럭을 조립하고 있었고, 1993년에서 1994년 사이에 전기자동차 프로토타입(SEV-I, SEV-II, SEV-III)도 생산했다. 1996년, 삼성상용차는 삼성중공업에서 분사했고 같은 해 대구광역시에 상용차 공장 건설이 시작되었다. 트럭 생산은 1997년 말에 창원시에서 새로운 시설로 이전되었다. 회사는 평택시에 기술 서비스 센터도 개설했다. 삼성중공업의 건설 장비 사업(주로 굴착기 생산)은 아시아 금융 위기 발발 이후인 1998년 7월 볼보에 US$5억 1천2백만 달러에 매각되었다. 제조 사업은 볼보건설기계코리아로 이름이 변경되었고, 삼성은 13%의 소수 지분을 유지했으며 "삼성" 상표를 3년 더 유지하는 대가로 볼보로부터 대금을 받았다. 지게차 생산 사업은 1984년 설립된 OEM 제휴 후 1986년부터 삼성에 해당 차량의 설계를 허가했던 클라크 머티리얼 핸들링 컴퍼니에 매각되었다.
아시아 금융 위기는 삼성상용차가 자체 브랜드로 첫 제품을 출시했을 때 발생했다. 삼성은 자동차 제조업체(삼성자동차)를 프랑스의 르노에 매각했지만, 르노의 르노트럭 자회사, 스카니아 및 볼보와의 협상 후 회사를 유지하기로 결정했다. 생산된 트럭 모델 중 하나인 2.7리터 디젤 엔진과 3.5톤 GVW 버전의 삼성 SV110은 이탈리아, 튀르키예, 폴란드를 포함한 해외 시장에서 판매되었다. SV110 버전은 일본에서도 판매되었으며, 26개국으로 수출되었다. 2000년 4월, 회사와 쌍용자동차는 트럭을 공동 판매하는 계약을 체결했다. 또 다른 모델인 더 무거운 SM510은 1999년 영국에서 판매되었다.
1997년과 1999년 사이에 회사의 위축된 대한민국 상용차 시장 점유율은 4% 미만이었고, 이로 인해 규모의 경제를 달성하기 어려웠다. 이 기간 동안 순손실을 기록했으며, 삼성의 금융 계열사 지원을 통해 운영을 이어갔다. 2000년 10월, 대구에 있는 회사의 유일한 조립 시설에서의 트럭 생산은 닛산으로부터 새로운 엔진을 공급받는 문제 때문에 중단되었으나, 2001년 5월까지 생산을 재개할 계획이 발표되었다. 2000년 11월 초, 삼성은 채권단의 압력에 따라 삼성상용차의 자산을 매각하여 부채를 충당하고 직원을 재배치한다고 발표했다. 연말에 삼성상용차는 파산을 선언했다. 모든 자산은 매각되었고 직원은 삼성그룹의 다른 자회사로 이전되었다.
삼성상용차의 폐업은 대우자동차의 파산과 함께 이미 약화된 대구 경제에 심각한 영향을 미쳤고, 중앙 정부와 대기업에 대한 반발을 증가시켰다. 삼성상용차의 실패는 일부 경영진에 대한 사기 및 증거 인멸에 대한 의혹과 비난을 낳았다.

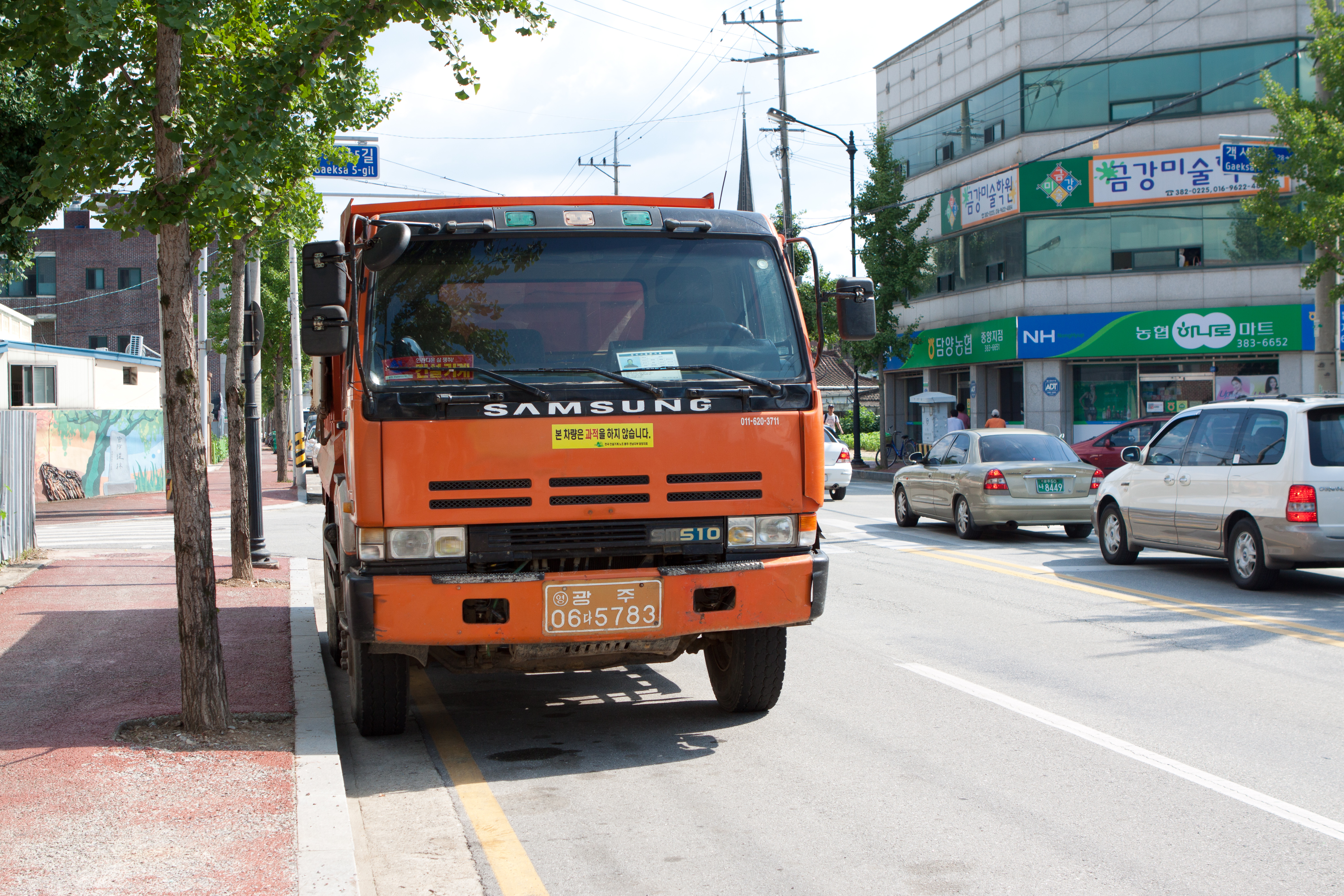
삼성 SM510

회사의 청산은 2002년에 이루어졌다.

## 브랜드
처음에는 삼성상용차 모델에 전면에 삼성이라는 단어와 모델명이 표기되었다. 1998년에는 자매 회사인 삼성자동차의 기업 아이덴티티를 채택하여, 재설계된 그릴에 동일한 마크 배지를 사용했다.

## 현재
현재는 성서산업단지 공장 부지는 경매에 넘어가 2003년 11월 대구도시개발공사(현 대구도시공사)에 낙찰되었다.

## 판매 차량
| 소형 트럭 | 대형 트럭 | 22.5톤 트럭        |
| --------- | --------- | ------------------ |
| 야무진    | SM트럭    | MAN 22.5t 덤프트럭 |
|           |           |                    |

## 같이 보기
- 대한민국의 자동차 산업
- 르노코리아
- 삼성중공업

### 내용주
1. ↑  현재는 호산동으로 바뀌었다. 파산을 연상시킨다고 민원이 들어와서 바뀌었다.